# 松平信重 (旗本)
松平 信重（まつだいら のぶしげ）は、江戸時代前期から中期にかけての旗本寄合。

## 略歴
播磨国明石藩主・藤井松平家嫡流の松平忠国の三男として誕生した。
万治2年（1659年）、父の死去により次兄・信之が家督を相続した際に5000石を分与される。延宝7年（1679年）、次兄が明石から大和国郡山へ転封されるとこれに随従し、大和では生駒に5000石を拝領した。貞享2年（1685年）、老中となった次兄が下総国古河へ転封されるが、信重は生駒に留まり、旗本として独立した。家督は子の信周が継いだ。